# Signal Kanonslag
Signal kanonslag er et kanonslag som oftest indeholdende blitzpulver. Blitzpulver brænder ekstremt hurtigt og behøver ikke være i en kraftig beholder for at give et højt brag. Signal kanonslag bliver, som navnet antyder, brugt til at signalere eller markere.
Blålyn M-66 er pakket i en blå rulle pap, hvor der i den øverste del er en plastbeholder med krudtet. Den nederste del er af sikkerheds hensyn et håndtag uden krudt. Krudtet er ikke af sortkrudt typen, men blitzpulver Al + KClO4
 Der er for få eller ingen kildehenvisninger i denne artikel, hvilket er et problem. Du kan hjælpe ved at angive troværdige kilder til de påstande, som fremføres i artiklen.